# Гірштедт
Гірштедт (нім. Gierstädt) — громада в Німеччині, розташована в землі Тюрингія. Входить до складу району Гота. Складова частина об'єднання громад Фанер-Геге.
Площа — 10,62 км2. Населення становить 784 ос. (станом на 31 грудня 2021).

## Галерея

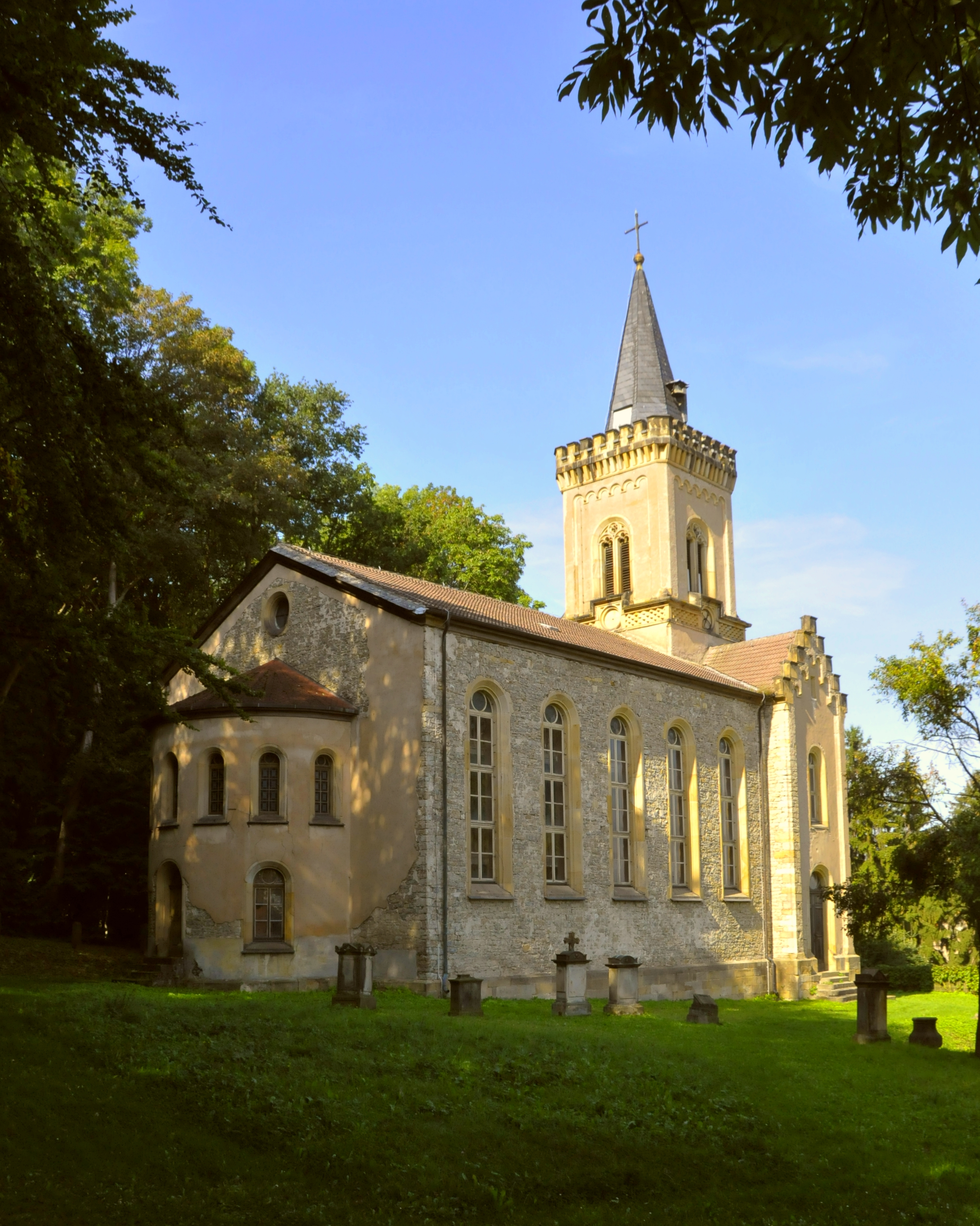
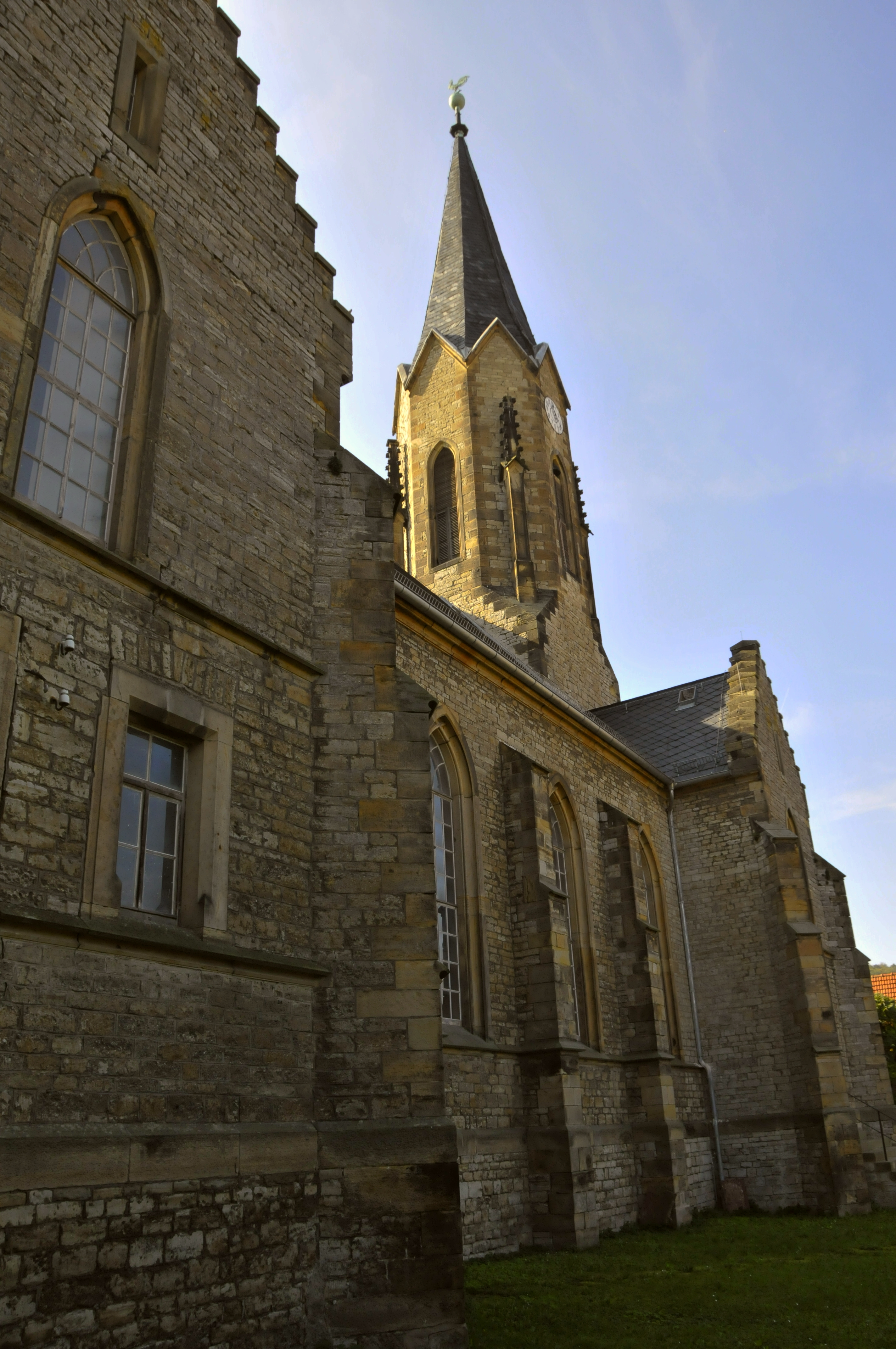